# Shayan
Shayan är en ort i Kazakstan.   Den ligger i oblystet Sydkazakstan, i den södra delen av landet, 900 km söder om huvudstaden Astana. Shayan ligger 376 meter över havet och antalet invånare är 9 536.
Terrängen runt Shayan är platt. Runt Shayan är det mycket glesbefolkat, med 6 invånare per kvadratkilometer. Det finns inga andra samhällen i närheten. Trakten runt Shayan består i huvudsak av gräsmarker.